# Алексеевка (станция)
Алексеевка — железнодорожная станция Белгородского региона Юго-Восточной железной дороги в городе Алексеевке Белгородской области.
Станция открыта в декабре 1895 г при строительстве железнодорожной линии Харьков — Балашов ЮВЖД. Движение электропоездов через станцию открыто в январе 1968 года.

## Пассажирские перевозки
В здании вокзала станции расположен зал ожидания для пассажиров, автоматические камеры хранения, опорный пункт охраны общественного порядка, почтово-багажное отделение. В кассе станции осуществляется продажа билетов в поезда дальнего следования и пригородного сообщения. 

### Пассажирские перевозки дальнего следования
Проходящие поезда дальнего следования:
| Номер поезда | Маршрут        | Компания-Перевозчик | Периодичность следования | Прибытие | Стоянка, мин | Отправление |
| ------------ | -------------- | ------------------- | ------------------------ | -------- | ------------ | ----------- |
| №369Щ        | Баку — Киев    | ADY                 | по назначенным дням      |          | 2            |             |
| №369О        | Киев — Баку    | ADY                 | по назначенным дням      |          | 2            |             |
| №548C/548Э   | Сухум — Москва | РЖД/ФПК             | по назначенным дням      |          | 2            |             |

Количество проходящих поездов дальнего следования после событий 2014 года на Украине значительно сокращено.Отменённые поезда:
- 53/54 Харьков — Владивосток,
- 279/280 Челябинск — Симферополь,
- 371/372 Уфа — Одесса.

### Пригородные пассажирские перевозки
на Лиски
маршрут: Алексеевка - о.п. Мотома - о.п. 94 км - Засимовка - о.п. 104 км - о.п. Инютино - о.п. Новая Сотня - Острогожск - о.п. 126 км - о.п. Лушниковка - о.п. 134 км - Копанище - о.п. 143 км - о.п. Дивногорская - Крупенниково - о.п. 152 км - о.п. 154 км - Откос - о.п. 159 км - о.п. 161 км - Лиски
| Номер электропоезда | Маршрут              | Компания-Перевозчик | Периодичность следования | Отправление (Алексеевка), час-мин | Прибытие (Лиски), час-мин |
| ------------------- | -------------------- | ------------------- | ------------------------ | --------------------------------- | ------------------------- |
| №6382               | «Алексеевка — Лиски» | ППК «Черноземье»    | ежедневно                | 05-16                             | 07-10                     |
| №6378               | «Алексеевка — Лиски» | ППК «Черноземье»    | ежедневно                | 14-31                             | 16-25                     |

из Лисок
| Номер электропоезда | Маршрут              | Компания-Перевозчик | Периодичность следования | Отправление (Лиски), час-мин | Прибытие (Алексеевка), час-мин |
| ------------------- | -------------------- | ------------------- | ------------------------ | ---------------------------- | ------------------------------ |
| №6377               | «Лиски - Алексеевка» | ППК «Черноземье»    | ежедневно                | 09-01                        | 10-52                          |
| №6381               | «Лиски - Алексеевка» | ППК «Черноземье»    | ежедневно                | 21-05                        | 22-56                          |

на Валуйки
маршрут: Алексеевка - о.п. Путейская - о.п. 71 км - о.п. Олегово - Хлевище - о.п. 55 км - Бирюч - о.п. 47 км - о.п. 44 км - Палатовка - о.п. Растрижено - о.п. Мандрово - о.п. 15 км - Насоново - о.п. 9 км - о.п. 6 км - Валуйки - о.п. Вагонное депо - Валуйки-Сорт.
| Номер электропоезда | Маршрут                | Компания-Перевозчик | Периодичность следования | Отправление (Алексеевка), час-мин | Прибытие (Валуйки), час-мин |
| ------------------- | ---------------------- | ------------------- | ------------------------ | --------------------------------- | --------------------------- |
| №6401               | «Алексеевка — Валуйки» | ППК «Черноземье»    | ежедневно                | 05-32                             | 07-16                       |
| №6405               | «Алексеевка — Валуйки» | ППК «Черноземье»    | ежедневно                | 15-20                             | 17-04                       |

из Валуек
| Номер электропоезда | Маршрут                | Компания-Перевозчик | Периодичность следования | Отправление (Лиски), час-мин | Прибытие (Алексеевка), час-мин |
| ------------------- | ---------------------- | ------------------- | ------------------------ | ---------------------------- | ------------------------------ |
| №6404               | «Валуйки - Алексеевка» | ППК «Черноземье»    | ежедневно                | 08-48                        | 10-36                          |
| №6402               | «Валуйки - Алексеевка» | ППК «Черноземье»    | ежедневно                | 20-41                        | 22-30                          |

## Грузовые перевозки
На станции разрешены:
- приём и выдача повагонных отправок грузов, допускаемых к хранению на открытых площадках станции.
- приём и выдача грузов повагонными и мелкими отправками, загружаемых целыми вагонами, только на подъездных путях и местах необщего пользования.
- приём и выдача повагонных отправок, требующих хранения в крытых складах станции.
- приём и выдача грузов в универсальных контейнерах массой брутто 3 и 5 тонн.

## Соседние станции
- Мотома (90,1 км) — 581528 (ESP); 2014512 («Экспресс-3»)
- Путейская (76,2 км) — 581337 (ESP); 2014832 («Экспресс-3»)

## Транспортные коммуникации
Вокзал станции расположен у Привокзальной площади города, на которой находится остановка городских автобусных маршрутов №№1-7 и стоянка нескольких коммерческих служб такси. 
На этой же площади расположена городская автостанция, обеспечивающая как пригородные автобусные пассажирские перевозки в населённые пункты Алексеевского района, так и междугородние автобусные пассажирские перевозки в города: Белгород, Воронеж, Старый Оскол, Россошь, Валуйки, Вейделевка.  

## Исторические сведения
По состоянию на конец XIX века из данных литературного источника известно: "По грузовому движенію станція Алексѣевка занимаетъ первое послѣ Харькова мѣсто на Балашово - Харьковской желѣзной дорогѣ, отправивъ въ 1898 году 1.520.145 пудовъ, изъ коихъ хлѣбныхъ грузовъ 932.584 пуд., а въ числѣ послѣднихъ главное мѣсто занимаютъ сѣменныя выжимки (522.276 п.); въ то же время станція получила разныхъ грузовъ 809.155 пуд.".